# Peterskirche (Kleinglattbach)

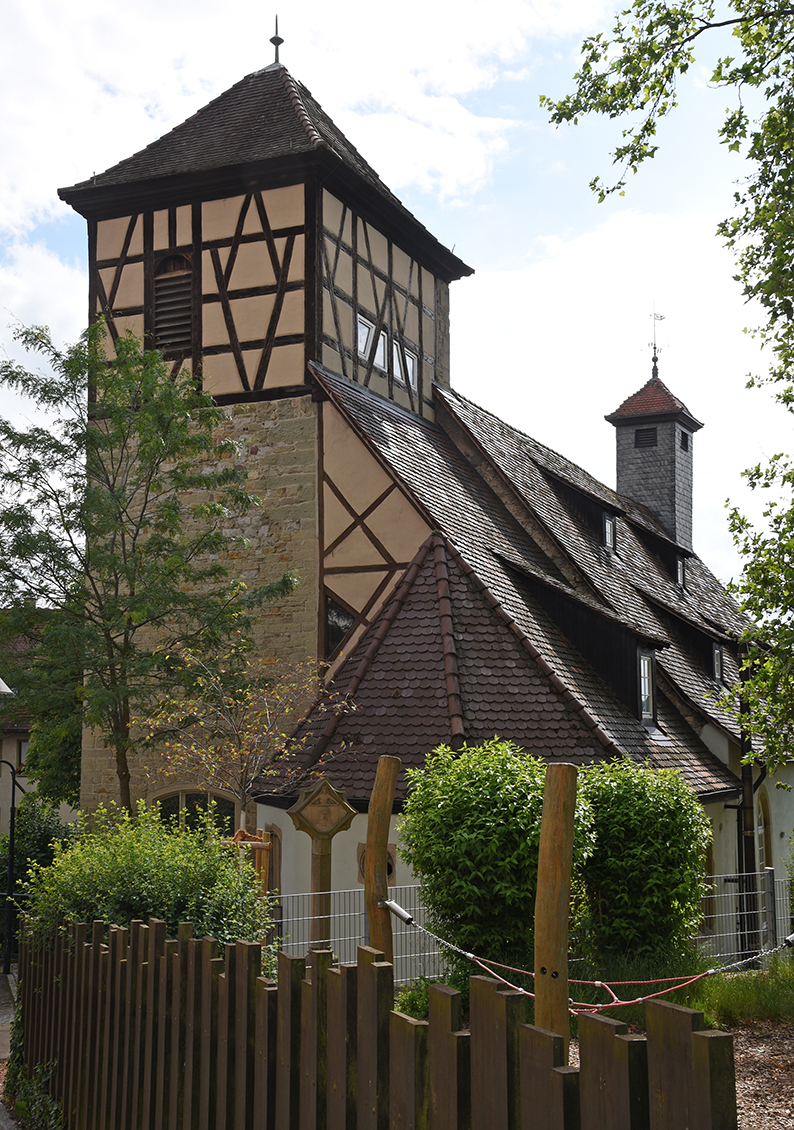
Peterskirche in Kleinglattbach

Die evangelische Peterskirche steht in Kleinglattbach, einem Stadtteil der Großen Kreisstadt Vaihingen an der Enz im Landkreis Ludwigsburg in Baden-Württemberg. Das Bauwerk ist beim Landesamt für Denkmalpflege Baden-Württemberg als Baudenkmal eingetragen. Die Kirchengemeinde gehört zum Kirchenbezirk Vaihingen-Ditzingen der Evangelischen Landeskirche in Württemberg. Namensgeber der Kirche ist der Apostel Petrus.

## Beschreibung
Ältestes Bauteil der romanischen, im 12. und 13. Jahrhundert an der Stelle eines Vorgängerbaus aus dem 9. oder 10. Jahrhundert errichteten Saalkirche ist das Langhaus, das bereits im Mittelalter erhöht wurde. Der Chorturm im Osten wurde Ende des 15. Jahrhunderts um ein Geschoss aus Holzfachwerk aufgestockt und mit einem Pyramidendach bedeckt. Sein Erdgeschoss wurde als dreiseitig geschlossener Chor erweitert. Seine Funktion als Glockenturm wurde durch einen Dachreiter mit einem Glockenstuhl, der sich aus dem Satteldach des Langhauses erhebt, abgelöst. 
Der Innenraum des Langhauses ist mit einer Flachdecke überspannt, der des Chors mit einem Netzrippengewölbe. Die 1859 von Eberhard Friedrich Walcker gebaute Orgel ist nicht mehr bespielbar.